# Javier Velásquez Quesquén
Ángel Javier Velásquez Quesquén (né le 12 mars 1960) est un avocat et homme d'État péruvien.

## Biographie
Membre du Congrès de la République depuis 1995, il en assume la présidence entre 2008 et 2009. Le président Alan García le nomme président du Conseil des ministres le 11 juillet 2009 et il est remplacé à ce poste par José Antonio Chang le 14 septembre 2010

## Source
- (es) Cet article est partiellement ou en totalité issu de l’article de Wikipédia en espagnol intitulé « Javier Velásquez Quesquén » (voir la liste des auteurs).